# Santa Cruz do Sul
Santa Cruz do Sul é um município brasileiro no centro do estado do Rio Grande do Sul, a 155 km de Porto Alegre. Sua população, conforme estimativa do IBGE, era de 138 104 habitantes em 2024, sendo o 14.º município mais populoso do Rio Grande do Sul. Com uma área de 733,4 km², localiza-se na região do Vale do Rio Pardo, fazendo fronteira com os municípios de Vera Cruz, Rio Pardo, Sinimbu, Venâncio Aires, e Passo do Sobrado. Com clima temperado, constitui uma região fisiográfica de transição entre o Planalto e a Depressão Central, contando com vegetação oriunda da Mata Atlântica e do Pampa, e predominância litográfica de rochas vulcânicas.
A antiga Colônia de Santa Cruz foi fundada em 6 de dezembro de 1847, e a cidade em 31 de março de 1877, emancipada de Rio Pardo. Um dos principais núcleos da colonização alemã do Rio Grande do Sul, fala-se lá tanto o português como o alemão, principalmente o dialeto Hunsrückisch. Sua economia está historicamente ligada ao tabaco, sendo considerada a capital mundial do fumo. Vivenciou forte expansão econômica, verticalização, e êxodo rural no século XX até o início do século XXI, e em 2018 seu PIB figurava em 9,4 bilhões de reais, o sexto maior do estado, enquanto o Índice de Desenvolvimento Humano (IDH) era de 0,733 em 2010, considerado alto.
Com uma população em grande parte católica e evangélica, é lar da Catedral São João Batista, a maior em estilo gótico da América do Sul, e da Igreja Evangélica de Confissão Luterana, maior templo evangélico do Rio Grande do Sul. Abriga ainda a Universidade de Santa Cruz do Sul, com onze mil alunos matriculados em 52 cursos de graduação, além de três outras instituições de ensino superior, catorze escolas de ensino médio, 114 de ensino básico, e três hospitais, possuindo ainda um aeroporto e um presídio regional.
Com boa infraestrutura para o turismo, a cidade é conhecida por sediar a maior Oktoberfest do Rio Grande do Sul, a Oktoberfest de Santa Cruz do Sul, por receber um dos maiores festivais de arte amadora da América Latina, o Encontro de Arte e Tradição, e pelo Autódromo Internacional de Santa Cruz do Sul, sediando ainda dois clubes profissionais de futebol, o Esporte Clube Avenida e o Futebol Clube Santa Cruz, além de um clube profissional de basquetebol, o União Corinthians.

## História

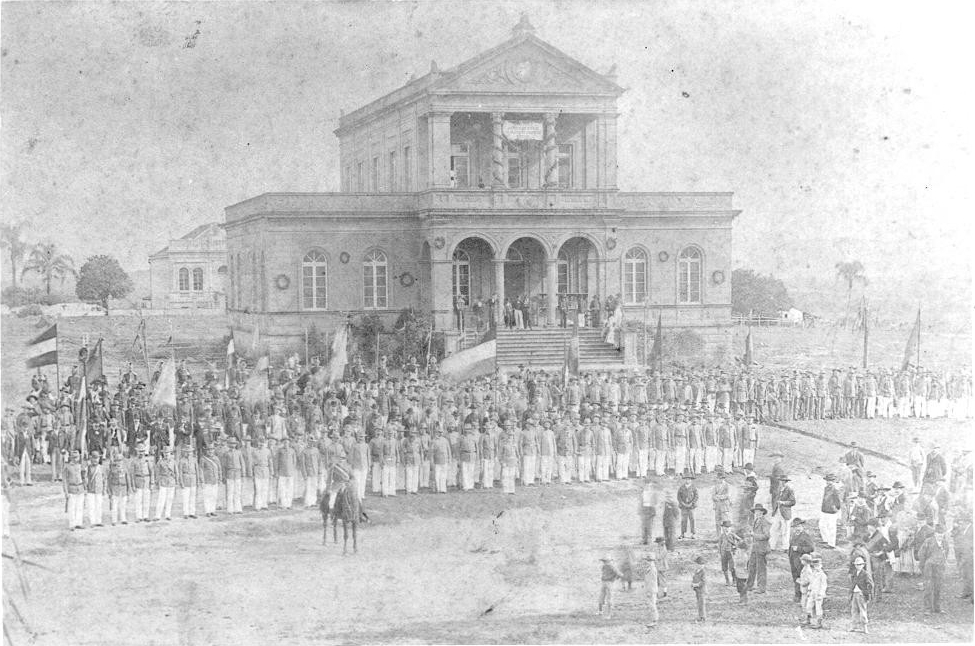
Cerimônia de inauguração da Prefeitura Municipal, em 1892

### Fundação e primeiros anos
A colônia foi fundada pela lei provincial em 6 de dezembro de 1847, por desejo da Câmara de Rio Pardo de estabelecer uma comunicação com os campos e comércio com a região. Os primeiros habitantes da cidade vieram em 1849:102 e habitavam choupanas e ranchos. A colônia foi elevada para freguesia em 8 de janeiro de 1859. Em 1879, segundo levantamento de Carlos Trein Filho, 90,54% dos habitantes da Colônia de Santa Cruz, excluindo-se os brasileiros, provinham do Reino da Prússia, sendo 42,53% da Pomerânia, 37,88% da Renânia, 4,46% da Prússia, 3,57% da Silésia, 1,65% da Vestfália, e 0,14% de Brandenburgo. 8,92% vinham de outros estados alemães, e outros 0,55% de outras regiões da Europa.:121 As terras ocupadas pela colônia de Santa Cruz do Sul foram cedidas pelo governo imperial através da lei de 1848 de incentivo à imigração estrangeira. O objetivo da colonização da região era a renovação da economia, sem a mera substituição da antiga mão-de-obra escrava.:103 Os imigrantes se estabeleceram na Colônia Picada Velha (Alt Picade),:102 hoje conhecida como Linha Santa Cruz.:6
Em 1849, o local, então chamado de Faxinal de João Faria, em terras de Antônio Martins da Cruz Jobim, Barão de Cambaí, foi povoado com a instalação de cinco famílias alemãs. O primeiro administrador da Colônia foi Evaristo Alves de Oliveira, e o primeiro diretor o engenheiro Johann Martin Buff, imigrante alemão de Rödelheim, cidade próxima de Frankfurt.:99,102,103 Apesar de a maioria dos imigrantes serem agricultores, muitos artesãos foram instalados na colônia,:129 como, por exemplo, o caso de um grupo de 71 chefes de família chegados em 1853, no qual constavam 25 artesãos e 46 agricultores. Apesar de dificuldades no assentamento da terra — inicialmente mata nativa — bem como em dificuldades financeiras e políticas, como relatadas por Oliveria e Buff,:104,105 a colônia cresceu rapidamente: em 1849 havia doze habitantes; em 1852 eram 254, e em 1853 ocorreu um incremento de 692 pessoas; em 1859 havia 2 723 habitantes.
Os colonos inicialmente dedicaram-se à policultura para sua subsistência, plantando sementes trazidas da Alemanha como batata inglesa, aveia, e centeio, bem como produtos produtos locais como o milho, arroz, e feijão,:141-142 mas a região logo se tornou um centro da produção de fumo. Entre 1859 e 1881, a produção do fumo passou de catorze para 1 552 toneladas, tornando-se o principal produto para a exportação, com 95% de sua safra exportada para outras localidades. A cidade foi oficialmente fundada em 31 de março de 1877, emancipada de Rio Pardo pela lei nº 1079. No dia 28 de setembro de 1878, instalou-se a Câmara Municipal na casa situada na esquina das ruas São Pedro e Taquarembó (atuais Marechal Floriano e 28 de Setembro).:7 A sessão de posse foi presidida pelo vereador Joaquim José de Brito (Ten. Cel. Brito), mas na primeira ordinária, dia 15 de outubro, a presidência já foi exercida por Carlos Trein Filho.:115 Um dos edis da primeira sessão, Pedro Werlang, destacou-se na Guerra do Paraguai, tendo recebido medalhas e honrarias, dentre elas a comenda da Imperial Ordem da Rosa, conferindo-lhe as honras capitão do exército imperial brasileiro.

### Expansão e atualidade

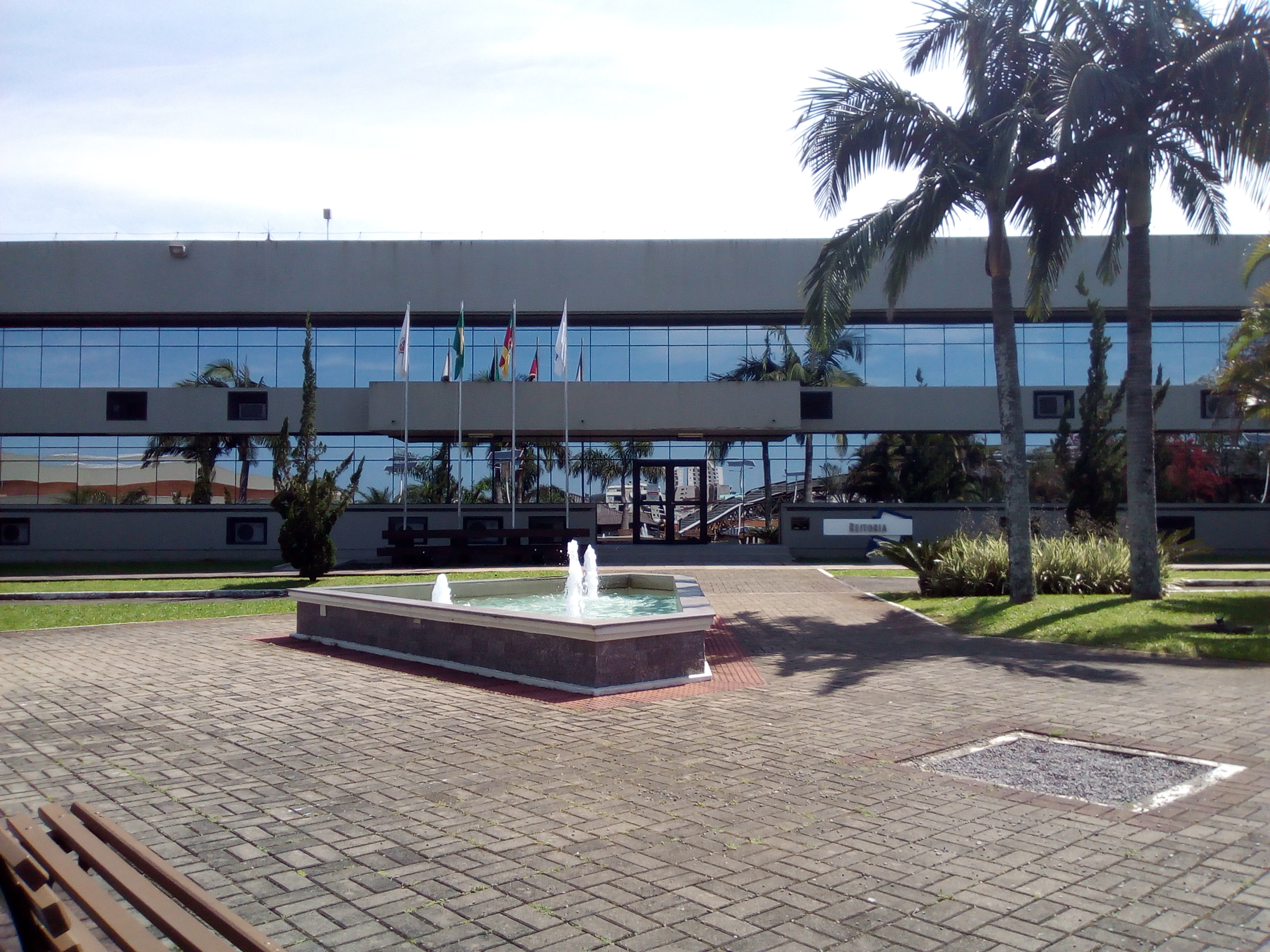
Reitoria da UNISC, no campus de Santa Cruz

Com a emancipação, os excedentes da agricultura, e a presença de artesãos e outros profissionais, houve condições sólidas para uma diversificação da economia e a formação de uma média burguesia local. Alguns pequenos agricultores ascenderam economicamente, passando a ter condições de  formar pequenos estabelecimentos comerciais e industriais.:156:102 Em 1904, contando com a cooperação mútua, fundaram o primeiro estabelecimento financeiro local, a Caixa de Crédito Santa-Cruzense. Este banco se expandiu, formando depois o Banco Agrícola Mercantil, que depois se fundiu com o Banco Moreira Salles para formar o Unibanco. Com a expansão econômica nas décadas seguintes, diversas melhorias urbanísticas chegam ao município, como a expansão no número de ruas calçadas, o acesso à energia elétrica em 1906, telefonia em 1907, e à água encanada em 1908.:80
Em 1905 foi inaugurada a via férrea Santa Cruz – Rio Pardo (estação do Couto), dando impulso à integração da cidade com Porto Alegre, possibilitando o aumento da circulação de mercadorias e de pessoas.:102 A estação férrea foi fundada no mesmo ano, pelo presidente da província, Borges de Medeiros. Porém, devido à decadência do sistema ferroviário no país, em 1965 a via férrea foi suprimida.:7
De 1917, com a instalação da The Brazilian Tobacco Corporation no município, financiada pela British American Tobacco,:80 até 1965, a cidade vivenciou uma forte expansão no setor fumageiro,:102 recebendo o título de "capital mundial do fumo." A partir de 1918 o processamento do tabaco plantado na região passou a ser controlado por médias e grandes empresas, com o surgimento da Companhia de Fumo Santa Cruz, fusão de seis outras empresas menores. No ano seguinte chega ao município a anglo-britânica Souza Cruz, em 1932 a teuto-brasileira Tabacos Tatch, em 1948 a brasileira Companhia de Tabacos Sinimbu, e em 1975 a francesa Meridional Tabacos. Tais empresas expandiram seu alcance com o tempo, investindo ainda na tecnologia para o aperfeiçoamento de sementes e no acompanhamento dos produtores rurais, estabelecendo ainda quotas de produção e determinando preços.:15 Em 1970, Santa Cruz contava com forte economia industrial, sendo o fumo seu carro chefe.:17
Em 1937, durante a Era Vargas e no âmbito da Segunda Guerra Mundial, o governo federal iniciou uma campanha nacionalista que proibiu o uso e ensino da língua alemã, estabelecendo inclusive o fechamento de jornais e estabelecimentos culturais, o que teve forte impacto na região, onde a língua é até os dias de hoje falada e ensinada.:16 Dentre os impactos na cidade pode citar-se o fim do jornal Kolonie, em 1941, que operava na cidade desde 1891. Após a segunda guerra, o jornal voltou a circular, então em português, sob o nome de Gazeta de Santa Cruz, e continua a circular até os dias de hoje sob o nome Gazeta do Sul. Com o sentimento pós-guerra, a cultura germânica da cidade ficou mais uma vez retraída, voltando a tona apenas nos anos 70.:17
Com o crescimento da cidade, em 1962 a Associação Pró-Ensino em Santa Cruz do Sul (APESC) inicia suas atividades com cursos de ensino superior, e em 1980 uniu quatro faculdades criadas por ela nas chamadas Faculdades Integradas de Santa Cruz do Sul (FISC). Em 1982 iniciou-se a construção do atual campus da Universidade de Santa Cruz do Sul (UNISC), sendo o projeto e os devidos credenciamentos finalizados em 1993. Hoje, a UNISC conta com campus em diversos municípios gaúchos, tendo a criação da universidade contribuído à expansão demográfica do município.
De 1970 a 2010, houve uma acentuada verticalização da cidade, iniciada na área central. Nos bairros, contribuíram à verticalização a moção das FISC do centro para o bairro Universitário, bem como o desenvolvimento do distrito industrial da cidade. No período de 1970 a 1986 foram construídas 899 unidades verticais — apartamentos, lojas e salas. Já de 1987 a 1994 houve um aumento de 135,84% em relação ao anterior, e de 1995 a 2010, de 64%, com 3 654 unidades construídas. No mesmo período, ocorre um êxodo rural na cidade, com a população rural caindo de 62% em 1970 para 11% em 2010,:75,76 além de expansão demográfica devido em parte à demanda por mão de obra do setor fumageiro. Além da verticalização, a cidade vivenciou uma ocupação irregular de áreas periféricas.
Em 2020 foi aprovada a lei que oficializa a língua alemã como patrimônio cultural do município.
Contemporaneamente, a cidade vive uma expansão mais acentuada na região norte e nordeste, com surgimento de condomínios fechados, em especial os de alto padrão, e ainda uma expansão moderada na construção civil de forma geral.

## Geografia
Localiza-se a 155 km de Porto Alegre e a 142 km de Santa Maria, no centro do estado, na região do Vale do Rio Pardo. Faz divisa com os municípios de Vera Cruz, a leste, Rio Pardo ao sul, Sinimbu, ao noroeste, Venâncio Aires ao nordeste, e Passo do Sobrado a leste, sendo o polo do Vale do Rio Pardo.:7-10 De acordo com a divisão regional vigente desde 2017, instituída pelo IBGE, o município pertence às Regiões Geográficas Intermediária de Santa Cruz do Sul-Lajeado e Imediata de Santa Cruz do Sul. Até então, com a vigência das divisões em microrregiões e mesorregiões, fazia parte da microrregião de Santa Cruz do Sul, que por sua vez estava incluída na mesorregião do Centro Oriental Rio-Grandense.
O município localiza-se em uma região fisiográfica de transição entre o Planalto e a Depressão Central, às margens do Rio Pardinho,:20:77 constando com a presença dos biomas de Mata Atlântica e Pampa. O relevo é composto por vales, morros, e outras ondulações.:7,10 Quanto à litografia, predominam as rochas vulcânicas.:66
A região contém três sub-bacias hidrográficas — a do Pardo, a Taquari-Antas, e a Baixo Jacuí, sendo a principal a primeira, com principal manancial o Rio Pardinho. Na Taquari-Antas, o manancial principal é o Rio Taquari Mirim. A cidade possui ainda uma série de microbacias de esgotamento sanitário — arroios.:62:16 Devido a suas características geográficas, partes do município são suscetíveis a inundações, com registros de situação de emergência e de calamidade pública nos anos de 1984, 1993, 2005, 2009, 2010, e 2011.:89,90,128
Uma região limítrofe da cidade de mata nativa e de preservação ambiental é denominada Cinturão Verde, sendo sua ocupação permitida de forma restritiva.:7,10 A área de proteção remonta à lei n.º
571 de 2 de dezembro 1957,  tendo sido demarcada pelo decreto n.º 4117 de 26 de maio de 1994, com 465 hectares. A área abriga espécies polinizadoras, capta água, absorve poeira, e possui importância estética à cidade. Um levantamento parcial encontrou 39 espécies diferentes ocupando a região. Um decreto de 2014 enrijeceu o licenciamento ambiental para ocupação da área, que vem sendo reduzida pela ocupação imobiliária, apesar da legislação vigente.
No centro da cidade, em especial na rua Marechal Floriano Peixoto, encontra-se o "túnel verde", região arborizada com tipuanas. As árvores lá plantadas possuem idades variadas, algumas com mais de 70 anos, sendo que diversas apresentam problemas e, desde 2019, vem sendo cortadas ou substituídas.

### Clima
Tem clima temperado (do tipo Cfa na classificação climática de Köppen-Geiger), com temperatura média anual de 19,7 °C. As mínimas absolutas atingem 1 °C, e as máximas 41 °C.:60 A precipitação média é de 1 311 milímetros (mm) anuais bem distribuídos ao longo do ano, mas com elevação da média entre os meses de outubro e abril, sendo janeiro o mês de maior precipitação (159 mm). Devido a sua localização, há ocorrência de chuva orográfica.:60 Os ventos sopram, em média, de 1,5 a 2 m/s,:10 sendo que a região é influenciada pelas massas de ar Polar Atlântica, Tropical Atlântica e Tropical Continental.:71 Episódios de neve são raros, com registros nos dias 18 e 19 de agosto de 1965 e em 4 de setembro de 2006.
| Dados climatológicos para Santa Cruz do Sul | Dados climatológicos para Santa Cruz do Sul | Dados climatológicos para Santa Cruz do Sul | Dados climatológicos para Santa Cruz do Sul | Dados climatológicos para Santa Cruz do Sul | Dados climatológicos para Santa Cruz do Sul | Dados climatológicos para Santa Cruz do Sul | Dados climatológicos para Santa Cruz do Sul | Dados climatológicos para Santa Cruz do Sul | Dados climatológicos para Santa Cruz do Sul | Dados climatológicos para Santa Cruz do Sul | Dados climatológicos para Santa Cruz do Sul | Dados climatológicos para Santa Cruz do Sul | Dados climatológicos para Santa Cruz do Sul |
| Mês                                         | Jan                                         | Fev                                         | Mar                                         | Abr                                         | Mai                                         | Jun                                         | Jul                                         | Ago                                         | Set                                         | Out                                         | Nov                                         | Dez                                         | Ano                                         |
| ------------------------------------------- | ------------------------------------------- | ------------------------------------------- | ------------------------------------------- | ------------------------------------------- | ------------------------------------------- | ------------------------------------------- | ------------------------------------------- | ------------------------------------------- | ------------------------------------------- | ------------------------------------------- | ------------------------------------------- | ------------------------------------------- | ------------------------------------------- |
| Temperatura máxima média (°C)               | 30,1                                        | 28,7                                        | 26                                          | 22,9                                        | 20                                          | 19,6                                        | 20,1                                        | 21,6                                        | 23,8                                        | 26,3                                        | 28,8                                        | 26,4                                        | 22,6                                        |
| Temperatura média (°C)                      | 25                                          | 23,9                                        | 21,3                                        | 18,4                                        | 15,6                                        | 15,1                                        | 15,5                                        | 16,8                                        | 18,6                                        | 20,9                                        | 23,3                                        | 21,4                                        | 19,7                                        |
| Temperatura mínima média (°C)               | 19,9                                        | 19,1                                        | 16,6                                        | 13,9                                        | 11,2                                        | 10,6                                        | 10,9                                        | 12,1                                        | 13,5                                        | 15,6                                        | 17,8                                        | 16,4                                        | 14,8                                        |
| Precipitação (mm)                           | 159                                         | 140                                         | 151                                         | 103                                         | 82                                          | 76                                          | 68                                          | 73                                          | 97                                          | 104                                         | 120                                         | 138                                         | 1 311                                       |
| Fonte: Climate Data (2017).                 |                                             |                                             |                                             |                                             |                                             |                                             |                                             |                                             |                                             |                                             |                                             |                                             |                                             |

## Demografia

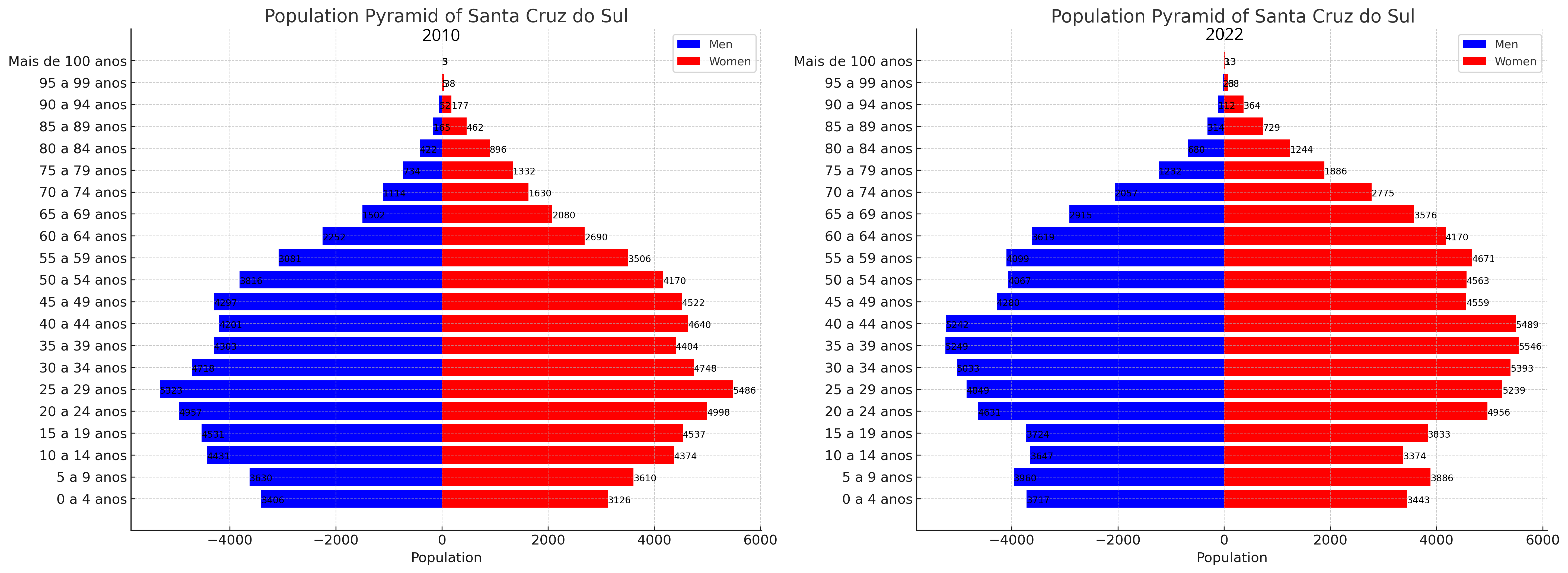
Pirâmide etária de Santa Cruz do Sul em 2010 e 2022.

Sua população, conforme o censo de 2022, era de 133 230 habitantes, sendo o 14.º município mais populoso do Rio Grande do Sul. Conforme estimativa do IBGE, em 2024 a população chegara a 138 104, aumento de 3,66%. Em 2010, quando contava com 118 374 habitantes, 88% viviam na zona urbana, e a densidade demográfica era de 161 habitantes por quilômetro quadrado.:18
Ainda em 2010, 86,12% da população era branca, sendo pretos e pardos 13,75%, e os 0,37% restantes amarelos e indígenas. Em contraste com seus anos iniciais, em 2010 a maioria absoluta da população residente permanente (99,76%) era brasileira nata, sendo apenas 249 habitantes estrangeiros, e os trinta restantes brasileiros naturalizados.
O IDH do município em 2010 foi de 0,733, considerado alto, já o IDESE em 2020 foi de 0,814, também alto. A esperança de vida ao nascer era de 76,1 anos — de 69 em 1991 — e a taxa de mortalidade infantil era de 11,8 por mil — de 21,5 em 1991.:21
Aproximadamente 58% da população adulta não completou o ensino médio, sendo 4% com o fundamental incompleto e analfabeto, 38,2% com o fundamental incompleto e alfabetizado, 16% com o ensino médio incompleto. Já 27,6% possuem o médio completo e superior incompleto, e 14,2% possui ensino superior completo.
A parcela da população pobre foi de 16,14% em 1991 para 10,65% em 2000 e 3,68% em 2010. Já o índice de Gini foi de 0,54 em 1991 para 0,53 em 2000, e 0,49 em 2010. Os extremamente pobres eram 3,76% em 1991, 2,59% em 2000, e 0,96% em 2010. O percentual de vulneráveis à pobreza era de 41,31% em 1991, 25,68% em 2000, e 11,76% em 2010.

### Religião

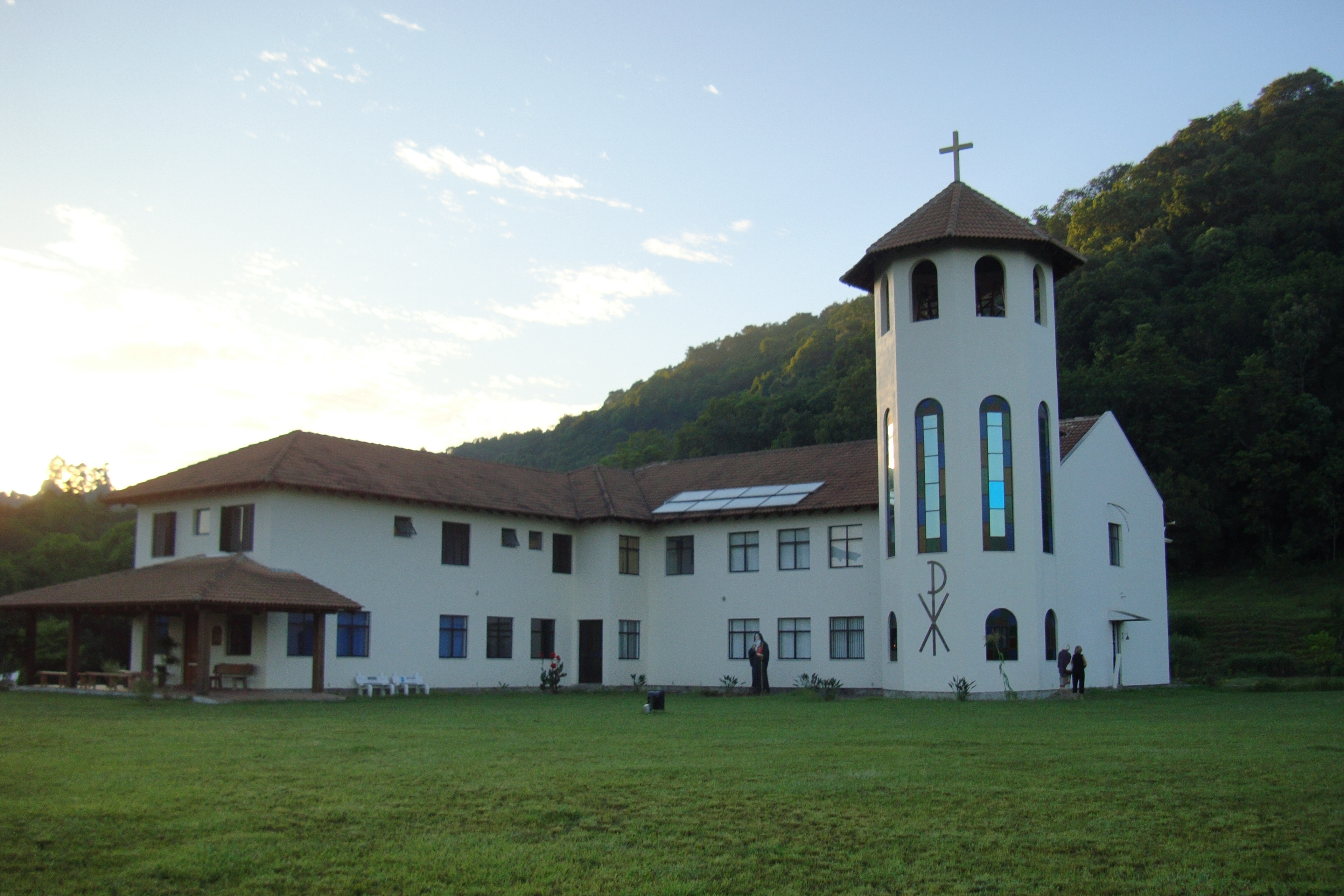
O Mosteiro da Santíssima Trindade

Em 2010, 75,14% da população era católica, 20% era evangélica — sendo 60% destes evangélicas de missões, dos quais 95% eram luteranos — 2% eram espíritas, 1,5% não tinha religião, e os 1,36% restantes dividiam-se entre outras religiões.
A primeira capela da cidade foi fundada em 1855 pelo governo local. Atualmente, além da Catedral São João Batista, cartão postal da cidade e maior catedral da América do Sul em estilo gótico, a cidade conta com numerosas outras igrejas e templos, dentre elas a Igreja Evangélica de Confissão Luterana — fundada em 1924, é o maior templo evangélico do Rio Grande do Sul, com capacidade de abrigar até 500 fiéis. A Casa de Retiro Loyola, um local para encontros religiosos com alojamentos para cem pessoas, é considerado um ponto turístico, possuindo uma área de 5,3 ha próximo a uma gruta. Em 1997 foi fundado o Mosteiro da Santíssima Trindade, sua construção sendo finalizada no ano 2000. Abrigando freiras cristãs da cidade, conta ainda com biblioteca, refeitório onde são realizadas quermesses, jardins, capela, e outras instalações. Foi também lar do cantor Belchior. A cidade abriga também a segunda capela do Movimento de Schoenstatt do Rio Grande do Sul, a primeira sendo localizada em Santa Maria, além da Igreja Santos Mártires das Missões, fundada em 1945 e de onde parte a romaria de Santa Cruz, que ocorre anualmente desde 2001.

## Política e administração
O Poder Legislativo é exercido pela câmara de vereadores, enquanto o Poder Executivo é exercido pela prefeitura, auxiliada pelas secretarias. Em 2019 contava com 16 secretarias e 18 conselhos municipais.
A câmara municipal foi fundada em 28 de setembro de 1878, na esquina das atuais Marechal Floriano e 28 de Setembro.:7 Após várias mudanças de sede, localiza-se desde 2016 em prédio alugado na rua Fernando Abott. De 1878 a 1937, a câmara teve 116 vereadores. Com o surgimento do Estado Novo em 1937, as câmaras municipais foram fechadas por Getúlio Vargas. Após a deposição de Vargas em 1945, começam as legislaturas, em geral de quatro anos. Da primeira legislatura, que foi até 1947, à 17.ª legislatura, que vai até 2020, a câmara teve 275 vereadores, ao todo 391 vereadores desde a fundação, sendo alguns reeleitos. A primeira mulher eleita vereadora foi Glória Dulce Jacobus, em 1964, o vereador mais jovem foi André Luiz Beck em 1988, aos 22 anos, e o vereador com mais votos foi Rodrigo Rabuske, em 2024, com 4789 votos.
Na legislatura de 2021 a 2024, dezessete vereadores compõe a câmara municipal. Um aumento para dezenove havia sido proposto em 2015, sem sucesso. Na eleição de 2020, Helena Hermany (PP) foi eleita com 32,45% dos votos válidos. Na eleição de 2016, seu colega de partido Telmo Kirst havia sido reeleito, tendo recebido 52,25% dos votos válidos, enquanto o segundo colocado, Sérgio Moraes (PTB), recebeu 38,73%. Moraes havia sido prefeito da cidade por duas vezes, e sua mulher, Kelly Moraes, uma. Kirst faleceu em 20 de dezembro de 2020, vítima de um câncer. Hermany havia renunciado como vice, e a câmara elegeu Francisco Carlos Smidt (PSDB) como prefeito, cargo a ser ocupado por apenas dez dias, até Hermany tomar posse.
Em relação à Lei de Responsabilidade Fiscal (LRF), a administração pública do município tem apresentado resultados consistentemente dentro dos limites definidos. Considerando o Índice FIRJAN de Gestão Fiscal (IFGF), a gestão do município está acima da média nacional, previamente tendo sido classificada como "em dificuldades ou crítica". Ainda assim, a situação de investimentos ainda é considerada pelo IFGF como "crítica", isto é, o município não tem investido tanto quando poderia com os recursos que tem. Nomeadamente, as notas do município no IFGF, que vai de zero (pior) a um (melhor), foram 0,7381 no consolidado, 1,0 em autonomia, 1,0 em gastos com pessoal, 0,3496 em investimentos, e 0,6027 em liquidez. O índice apresentou, em 2020, o melhor resultado da série histórica em todos indicadores, exceto no de investimentos. Já pelo Índice de Governança Municipal do Conselho Federal de Administração (IGM/CFA), que avalia finanças, gestão e desempenho, a cidade recebeu notas de 3,96, 6,19, e 5,54 em 2021, 2022, e 2023, respectivamente. A nota de 2023 põe o município na posição 127 de 162 no nível federal entre as cidades com mais de cem mil habitantes, e na décima colocação no estado nesse mesmo grupo. Um componente positivo da nota foi o de finanças, enquanto um negativo foi o de segurança pública.
A dívida da prefeitura municipal era, em 2019, 76,9 milhões de reais com precatórios inclusos. Desses, 43,9 milhões advinham de empréstimos, 17,1 milhões provinham de uma dívida referente à iluminação pública, 9,3 milhões de pendências com o Instituto Nacional de Seguridade Social (INSS), 5,4 milhões restos a pagar, e 1,1 milhões eram decorrentes de condenações judiciais. Os maiores credores eram a Caixa Econômica Federal, com 34,2 milhões, a RGE, com 17,1 milhões, a União com 9,3 milhões, o Banco Regional de Desenvolvimento do Extremo Sul com 6,4 milhões, e o Banco do Brasil com 3,1 milhões. A maior parte da dívida foi contraída nos governos municipais de 2005 a 2008, de José Alberto Wenzel (PSDB) (8,5 milhões), 2009 a 2012, de Kelly Moraes (PTB) (23,1 milhões), e 2013 a 2020, de Telmo Kirst (PP) (12,1 milhões), sendo a dívida da iluminação pública referente ao governo de 1998 a 2006, de Sérgio Moraes (PDT).

## Subdivisões
O município é dividido em nove distritos, já a área urbana era dividida, em 2010, em 36 bairros. Os distritos são a Sede Municipal, Boa Vista, Monte Alverne, São Martinho, Saraiva, São José da Reserva, Rio Pardinho, Alto Paredão, e Área Anexada.

Panorama da cidade em 2023, tirado da zona norte. Ao fundo, da esquerda à direita, pequena parte do Cinturão Verde, a Catedral São João Batista, a Igreja Evangélica de Confissão Luterana, o Lago Telmo Kirst, e o Cerro do Botucaraí

## Economia

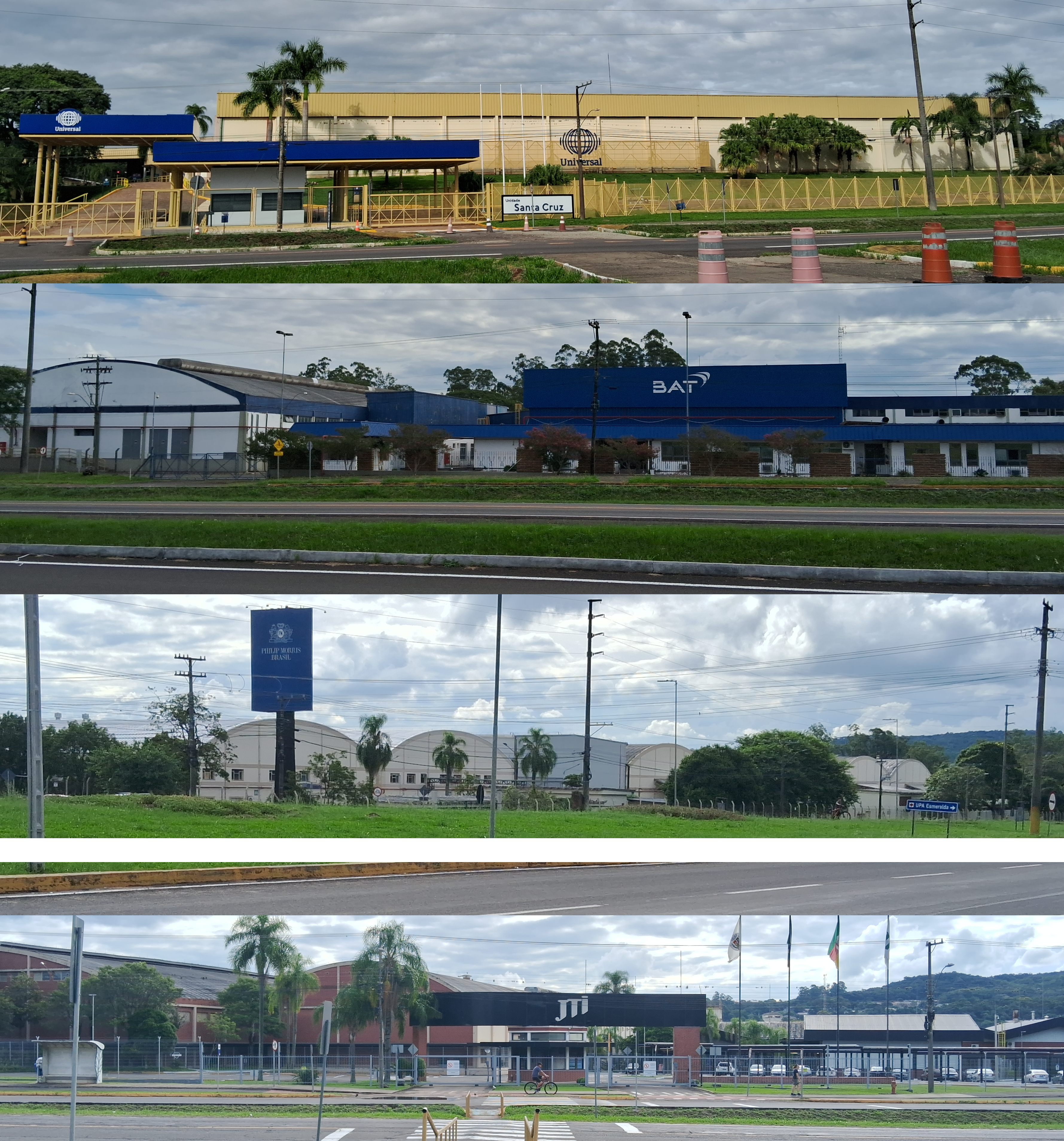
De cima para baixo, fábricas da Universal, BAT, Philip Morris, e JTI, no Distrito Industrial, em Santa Cruz do Sul. As três últimas estão entre as cinco maiores empresas de tabaco do mundo, enquanto a Philip Morris respondia por mais da metade da arrecadação do município.

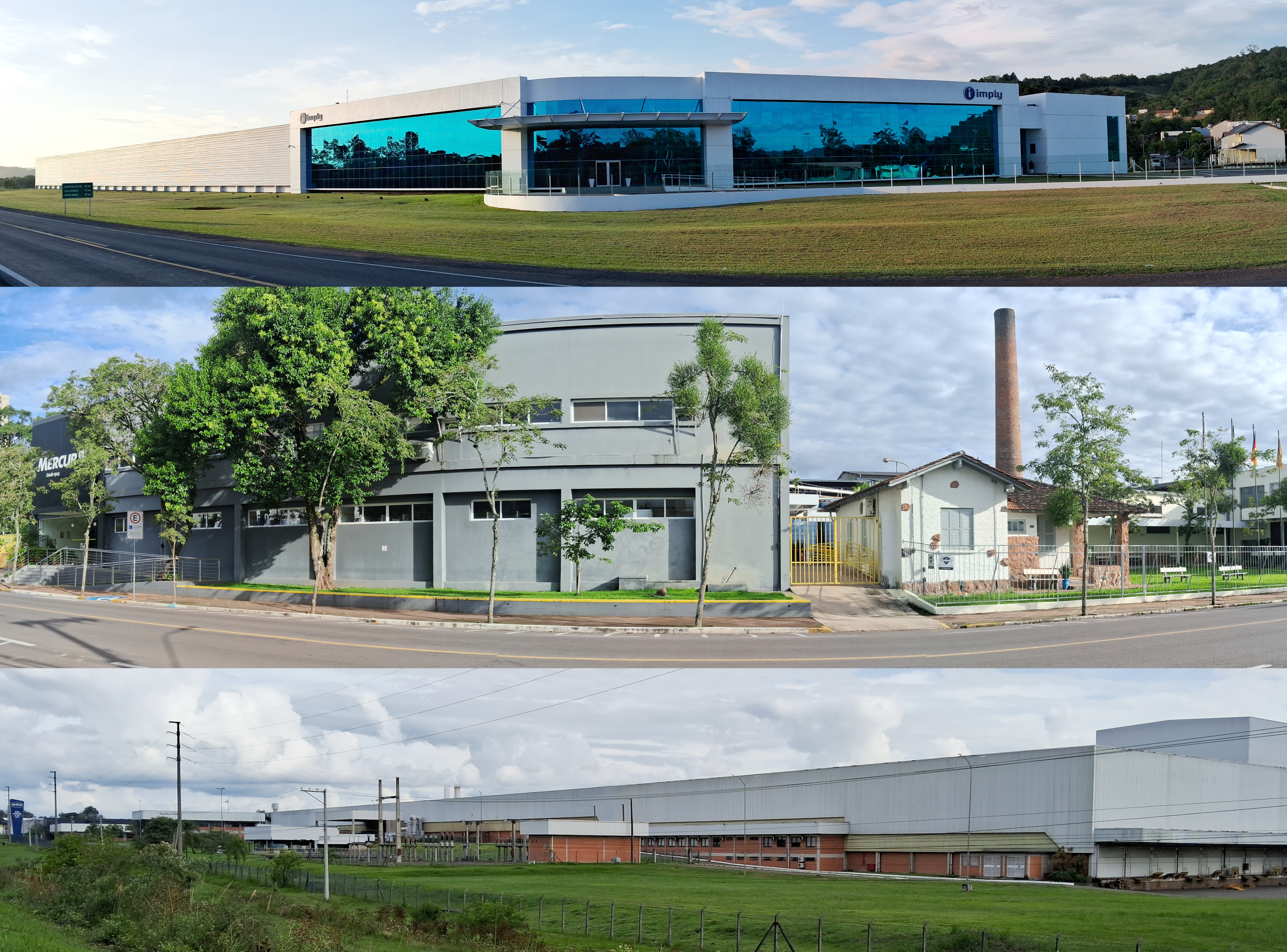
De cima para baixo, fábricas da Imply, Mercur, e Mor, parte da indústria santa-cruzense não vinculada ao tabaco.

As principais indústrias de tabaco do Brasil estão presentes em Santa Cruz do Sul. Entre as instaladas na cidade estão Souza Cruz, líder em participação de mercado no País, e Philip Morris, que respondia em 2015 por 54% da arrecadação de Imposto sobre Circulação de Mercadorias e Serviços (ICMS) do município, entre outras. Em 2013 e em 2023 o município exportou cerca de 1,5 bilhões de dólares em mercadorias, dos quais produtos ligados ao tabaco representavam os treze principais itens.
A presença dessas empresas tem o respaldo dos produtores rurais de Santa Cruz do Sul e cidades vizinhas, como Venâncio Aires, Vera Cruz e Rio Pardo, de quem o cultivo de tabaco para processamento é a principal fonte de renda. Cerca de 6,6 mil hectares da área do município são dedicados ao tabaco, que acumula uma produção anual de 14,7 mil toneladas, na safra 2012/2013. Quatro mil famílias santa-cruzenses dedicam-se à atividade.
Existe forte presença das indústrias do fumo na vida socioeconômica da região, oferecendo apoio técnico, financeiro e programas sociais para os fumicultores. Dessa forma, há um sistema de trocas e lealdades entre a maior parte de fumicultores e a indústria, em particular através da Associação dos Fumicultores do Brasil.:33 Além do tabaco, destacam-se ainda as culturas de milho, arroz, mandioca, soja, feijão, oleicultura, fruticultura, floricultura, cana-de-açúcar, batata-doce, batata-inglesa, e uva. A atividade pecuária também é presente. Ao todo, há 4365 propriedade rurais com área média de 12,7 ha.:17
A cidade também possui outros ramos fortes em sua economia, como o comércio e serviços. Com isso, o segmento comercial é hoje representado por aproximadamente 3 277 estabelecimentos e mais 2 793 empresas de prestação de serviços. Na totalidade, o município tem 533 indústrias e 3 914 profissionais autônomos. As maiores empresas do município em valor adicionado, no ano de 2013 foram a Phillip Morris Brasil, a Souza Cruz, a Universal Leaf Tabacos, a JTI Processadora de Tabacos, a Metalúrgica Mor, a Associated Tobacco do Brasil, a Mercur, a Excelsior Alimentos, a Premium Tobacos do Brasil, e a Xalingo.:17 Além dessas, a Imply, uma empresa de tecnologia, figurou em 2018 entre as 5 mil maiores exportadoras do Brasil, dentre 1 milhão de empresas. Por fim, outros empreendimentos locais que destacaram-se no passado incluem a Cia. de Fumos Santa Cruz, Máquinas Binz, e Máquinas Schreiner.
O PIB da região figurava, em 2013, em 6,67 bilhões de reais, sendo o oitavo maior do estado, com participação de 2% na economia deste. O PIB per capita do município era de 53,5 mil, enquanto que o do estado era de 29,657 mil, e o do país, 26,445 mil.:32 Já em 2017 o PIB figurou 8,23 bilhões de reais, 64,6 mil per capita, e em 2018, 10,5 bilhões de reais, 79,9 mil per capita, sendo a quinta maior economia do estado. A renda média dos habitantes do município passou de 554,13 em 1991 para 1036,87 em 2010,:18 e 2130,66 em 2020, versus a média nacional de 1310 no mesmo ano. Já a extrema pobreza caiu de 3,76% a 0,96% no período de 1991 a 2010. As principais atividades dos trabalhadores são as fabris, comerciais, na agricultura e pecuária, construção civil, funcionalismo público, de transporte, profissionais da educação, particulares, e outros profissionais liberais e prestadores de serviço.:18 Apesar de ser uma cidade do interior, figurou em vigésimo lugar em ranking das melhores para fazer negócio no Brasil, em 2018.

### Turismo

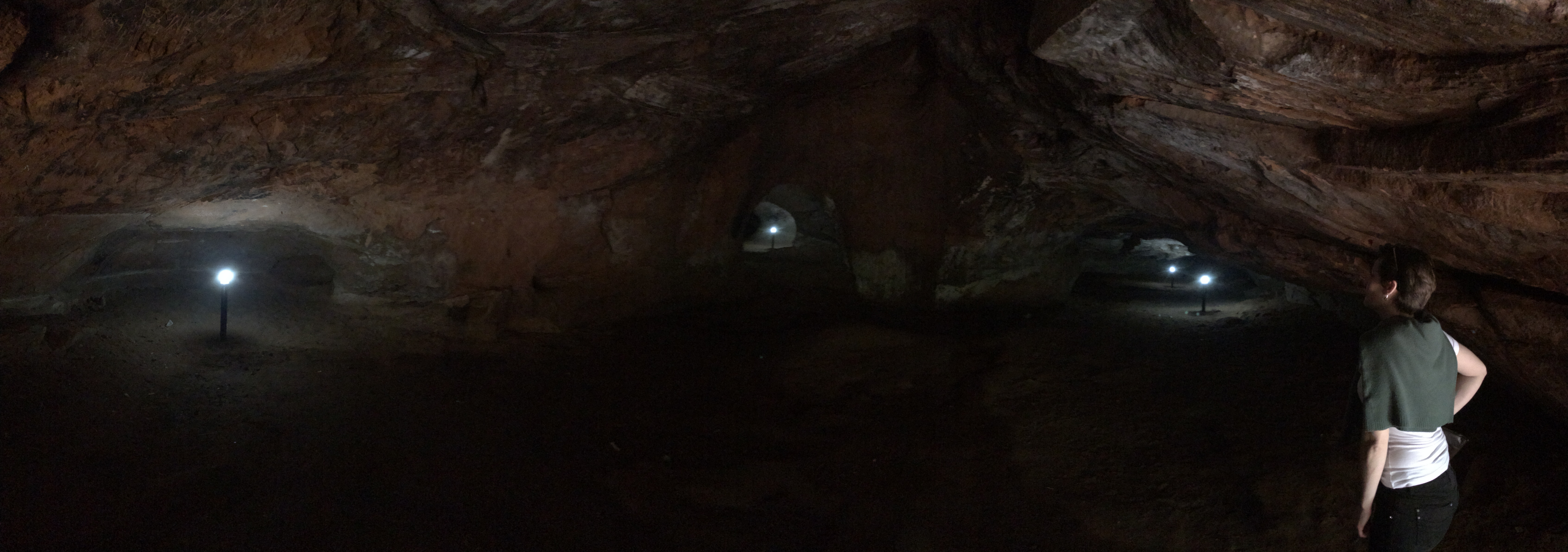
A gruta do Parque das Aventuras, uma paleotoca da megafauna escavada há mais de dez mil anos.

O principal evento de Santa Cruz do Sul é a Oktoberfest de Santa Cruz do Sul, uma festa popular germânica, que ocorre anualmente na cidade no mês de outubro. A Oktoberfest de Santa Cruz do Sul é a segunda maior do Brasil, atrás apenas da realizada em Blumenau, sendo a maior do Rio Grande do Sul. Promovida localmente como a "festa da alegria", sua edição de 2016 teve um público de cerca de 150 mil pagantes.
A cidade também é palco do Encontro de Arte e Tradição, evento que celebra as tradições gaúchas e que costuma ocorrer no mês de novembro,:34 sendo um dos maiores da América Latina. A edição de 2016 teve seis mil artistas participantes.
Também é sede do Autódromo Internacional de Santa Cruz do Sul, que foi inaugurado em 12 de junho de 2005 com um evento do Renault Speed Show. Além disso, o local já recebeu etapas da Stock Car, Fórmula Truck, entre outras competições.
Possui uma boa infraestrutura para eventos, conquistando com isso o Selo Prioritário para o Desenvolvimento do Turismo. Tem dezesseis hotéis e cinco motéis, dispondo, assim, de 1 900 leitos. Mais de trinta restaurantes, alguns cafés coloniais, mais de oito pizzarias além de um grande número de bares, oferecendo à comunidade a aos turistas uma variada gastronomia.:34
Outras atrações turísticas incluem o Parque da Gruta, também chamado de Parque das Aventuras, um espaço de 17,4 ha com mata nativa, trilhas, restaurante, e equipamentos de escalada. O nome vem de uma paleotoca localizada no parque, escavada por animais da megafauna há mais de dez mil anos, mas erroneamente atribuída ao trabalho de indígenas (daí o nome coloquial de Gruta dos Índios). Conta ainda com o Parque da Cruz, que ocupa o local onde um dia foi uma pedreira, área recuperada pelo ambientalista José Lutzenberger, e onde foi instalada uma cruz, de vinte metros de altura. Há também o Lago Telmo Kirst, um lago artificial de 228,43ha construído para o abastecimento de água em tempos de estiagem, com ciclovias e local para repouso em suas margens, com projeto de ser transformado em um complexo turístico, previamente nomeado Lago Dourado. Afastado do centro da cidade encontra-se ainda um parque ambiental idealizado por Lutzenberger e mantido pela Souza Cruz — com 65 ha de área e fundado em 2003, foram catalogadas lá novas espécies de fungos e insetos, sendo um dos espaços com a maior diversividade de espécies do Rio Grande do Sul.:8
Fora da cidade mas ainda dentro dos limites do município, no distrito de Rio Pardinho, há a Rota Germânica, trajeto com casas e estabelecimentos comerciais de descendentes germânicos que oferecem produtos da culinária tradicional, bem como o Mosteiro da Santíssima Trindade, o Santuário de Nossa Senhora, e a Igreja dos Imigrantes, fundado em 1890. Já em Linha Santa Cruz encontra-se o Seminário São Batista, fundado em 1968, onde são realizados eventos comunitários, em geral de cunho religioso, havendo ainda espaço aberto à comunidade para passeios. O restante da estrutura abriga a escola Família Agrícola de Santa Cruz, e o seminário em si.

## Infraestrutura
A cidade possui 40 540 domicílios registrados, sendo que 91,37% possuem abastecimento de água, 90,87% possuem saneamento básico, 99,76% energia elétrica, e 98,28% coleta de lixo. O abastecimento de água e o tratamento de esgoto são realizados pela Companhia Riograndense de Saneamento (CORSAN), enquanto a energia elétrica é fornecida pela RGE Sul (antiga AES Sul). A cidade possui projetos de habitação popular em nove bairros, recebendo recursos do Programa de Aceleração do Crescimento (PAC). A coleta de lixo é realizada pela CONESUL,:38-39 enquanto uma cooperativa realiza a coleta seletiva e reciclagem. A cidade é sétima do país em número de usinas fotovoltaicas, instaladas por empresas da cidade, sendo considerada "capital da energia solar" no estado.

### Saúde

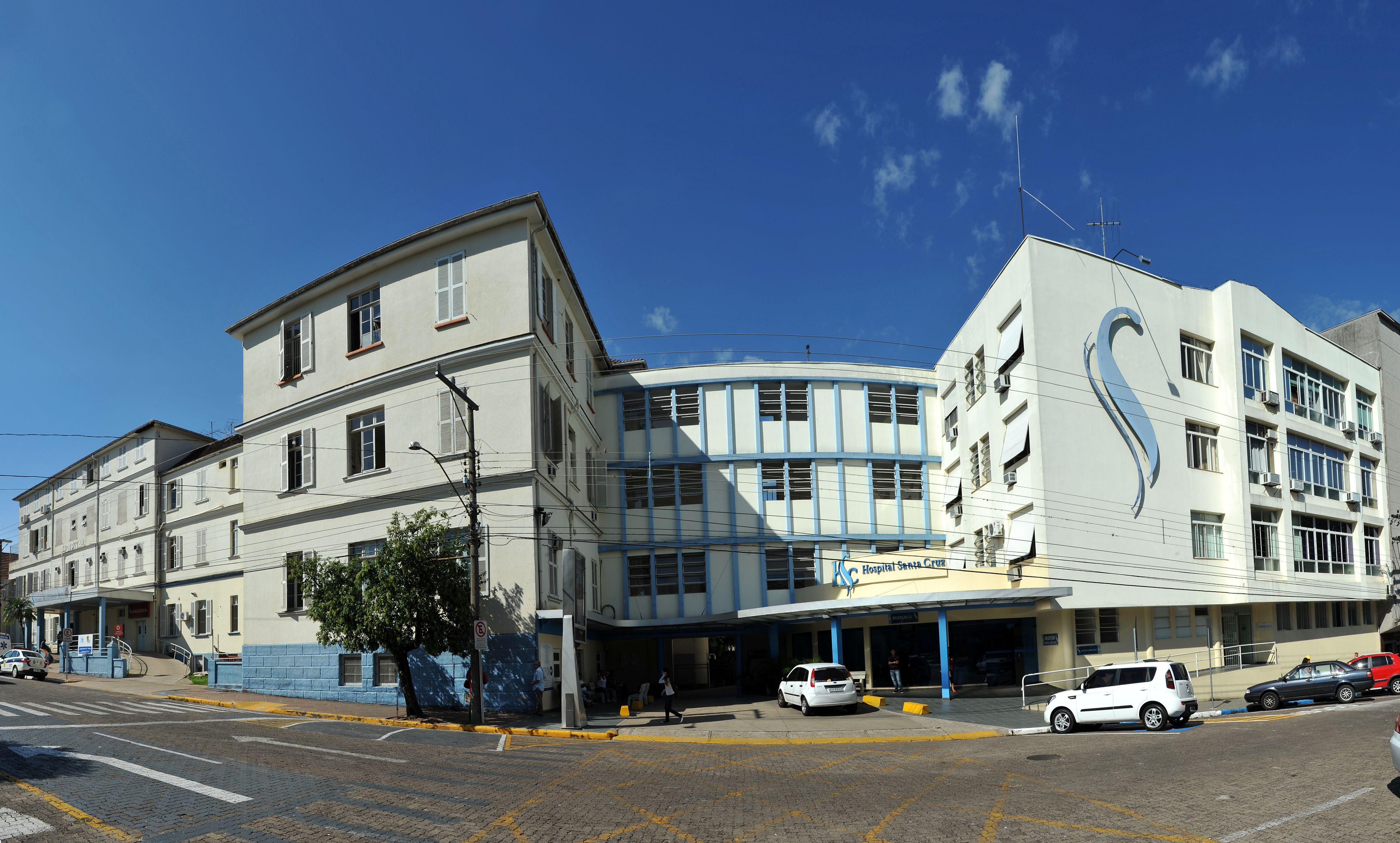
Fachada do Hospital Santa Cruz

Conta com três hospitais. O Hospital Ana Nery, fundado em 1955 pela comunidade evangélica da região, de caráter privado e filantrópico, é referência em oncologia para a região e em 2020 possuía 71 leitos, 15 deles de UTI, com uma equipe de 260 médicos, 48 enfermeiros, e 179 técnicos em enfermagem. O Hospital Santa Cruz, fundado em 1908, também de caráter filantrópico, é o principal centro de saúde do Vale do Rio Pardo. Administrado pela APESC, que administra também a UNISC, em 2020 possuía 232 leitos, 35 deles de UTI ou UCI, com 247 médicos, 77 enfermeiros, e 366 técnicos em enfermagem. Conta ainda com o Hospital Beneficente Monte Alverne, que em 2020 possuía 35 leitos, nenhum de UTI, contando com 2 médicos, 4 enfermeiros, e 13 técnicos.
Em número de leitos para cada 100 mil habitantes, o município está dentro da meta do SUS, mas abaixo do nível estipulado pela Organização Mundial da Saúde (OMS). Em relação à mortalidade infantil, o nível do município é "alarmante", dentro da classificação da Organização para a Cooperação e Desenvolvimento Económico (OCDE), da mesma forma que os níveis do estado e do país.

### Educação

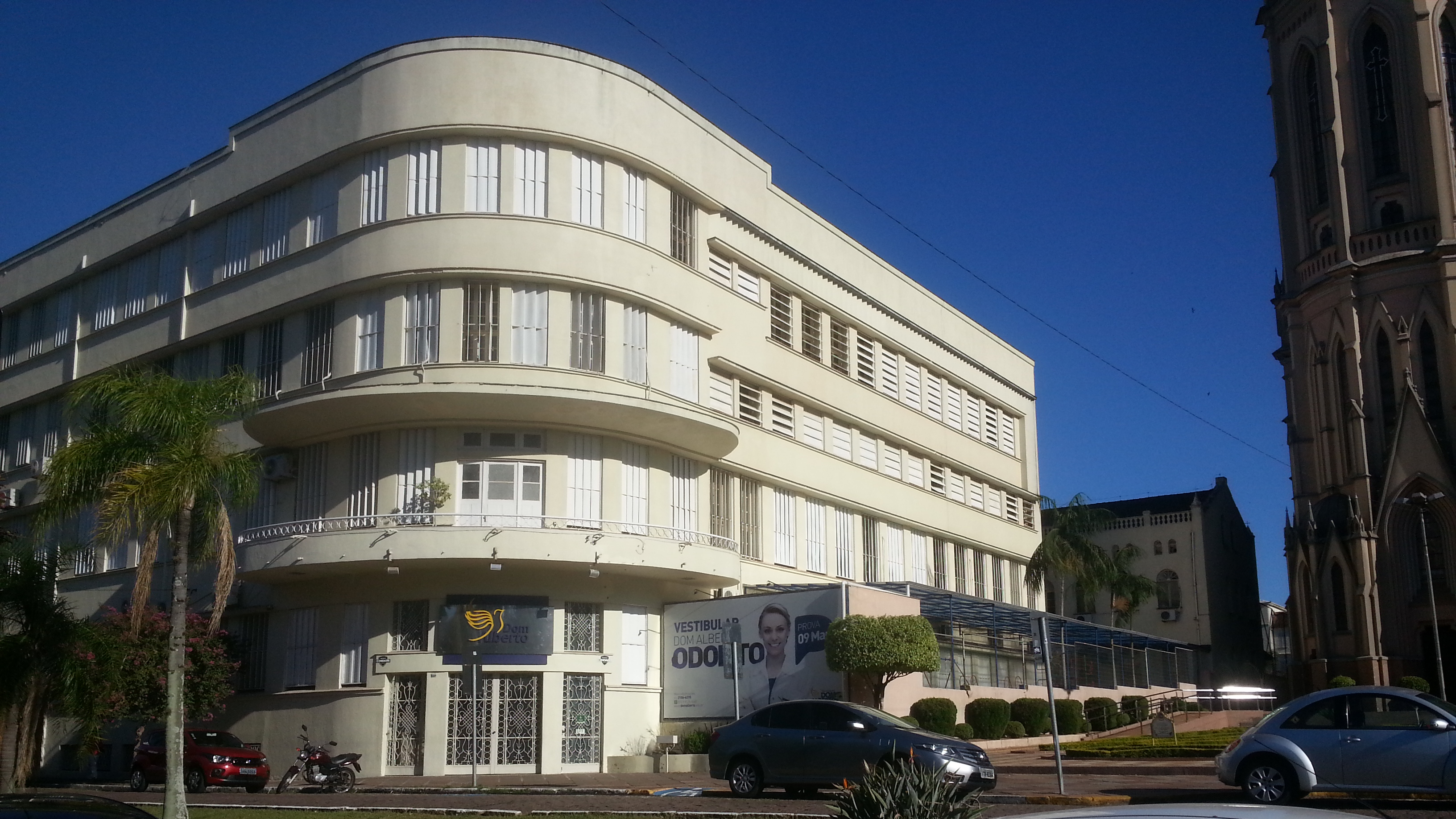
Fachada da Faculdade Dom Alberto em 2019, com a catedral à direita

Em 2014, possuía 114 escolas de ensino básico com 30 925 alunos matriculados. Destes, 5% estudavam na zona rural, e o resto na urbana. 19,6% estudavam na rede privada, enquanto o resto dividia-se nas redes municipal e estadual. A taxa de analfabetismo da população acima de quinze anos foi, em 2010, 8,42%.:25,26 300 alunos são atendidos ainda na educação especial, em todas as esferas.:48
Em 2013, catorze escolas ofereciam turmas de ensino médio, com 3 806 alunos matriculados em algum dos três anos. Destas, quatro eram particulares, dentre elas o Colégio Mauá, da Rede Sinodal de Educação, fundado em 27 de julho de 1870 pela comunidade local,:15 o Colégio Marista São Luís, fundado em 1874:15 e integrante da Rede Marista, e o colégio Educar-se, fundado em 1984 pela instituição que hoje administra a UNISC. As outras instituições são estaduais, sendo uma única localizada na região rural.:43 Dentre as escolas estaduais da região urbana estão o Colégio Goiás, fundado em 1902, e a Escola Estadual Ernesto Alves. São oferecidos ainda cursos ensino médio profissionalizante na UNISC, com 211 alunos matriculados em 2014, no SENAI, com 183 alunos em 2013, na Família Agrícola de Santa Cruz do Sul, com duzentos alunos em 2013, na Ideal School, com nove alunos em 2013, e no Colégio Marista, com 48 alunos em 2013.:49
A oferta de ensino superior na cidade se dá através da Universidade de Santa Cruz do Sul, com onze mil alunos matriculados em 52 cursos de graduação em 2014, a Faculdade Dom Alberto, nomeada em homenagem a Alberto Frederico Etges e localizada no prédio do antigo Colégio Coração de Jesus, com 2,5 mil alunos matriculados em três cursos de graduação, uma sede da Universidade Estadual do Rio Grande do Sul (UERGS), com 36 alunos matriculados em dois cursos de graduação, bem como um centro do Centro Universitário Ritter dos Reis (UniRitter), com 361 alunos matriculados em cursos de graduação em 2013.:45
Dentro das metas do Ministério da Educação (MEC), o município apresenta bom desempenho nas séries iniciais, mas fica abaixo da meta nas séries finais.

### Transporte
O transporte coletivo na cidade é operado pelo Consórcio TCS, em contrato com a prefeitura, que surgiu com a união das empresas Stadtbus e TC Catedral, que operavam até 2017 na cidade junto ao Consórcio Primavera. A frota de ônibus conta com ar-condicionado, elevador para cadeirantes, sistema para a identificação visual dos usuários, GPS, e aplicativo que permite verificar a localização dos ônibus em tempo real. No transporte coletivo intermunicipal, atua a Viação União Santa Cruz. No transporte privado, além dos táxis, desde meados da década de 2010 operam na cidade transporte de passageiros por aplicativos. A cidade conta ainda com sete ciclofaixas ou ciclovias, totalizando 11,7 km de extensão. A frota de automóveis na cidade era, em 2014, 85 076, sendo a maioria carros.:35,26 As mortes no trânsito estão acima da meta dos Objetivos de Desenvolvimento Sustentável (ODS).
No trasporte aéreo, há o Aeroporto de Santa Cruz do Sul, cuja pista foi fundada em 1940, com a operação de linhas aéreas regulares para Porto Alegre.

### Segurança
O primeiro presídio da cidade era localizado em seu bairro central - inaugurado em 1910, possuía piso e forro de madeira e janelas para a calçada. A fim de afastar os detentos do centro e aumentar a segurança, a prefeitura doou ao governo do Estado um lote de terra no atual bairro Faxinal Menino Deus, então pouco ocupado, para a construção de uma nova cadeia. Inaugurado em 1977 com a transferência dos presos do centro, o Presídio Regional de Santa Cruz possuí celas de ferro e infraestrutura de alvenaria, registrando em 2017 capacidade oficial de 168 presos, e lotação de 261 detentos. Em 2017 o presídio registrou a maior fuga do estado, em que 26 presos escaparam. A cidade é sede do Comando Regional de Policiamento Ostensivo do Vale do Rio Pardo, abrigando o 23.º Batalhão de Polícia Militar. Abriga também uma delegacia da Polícia Federal, um Centro Integrado de Segurança Pública e Cidadania, que reúne delegacias e outros órgãos de segurança pública,  bem como o 6.º Batalhão do Corpo de Bombeiros Militar, com 252 integrantes que atuam em 61 municípios da região.
Em 2017 a cidade registrou 18 homicídios, 1 020 furtos, 254 roubos, 24 roubos de veículos, e 510 outros crimes,:42 representando cerca de metade das ocorrências em relação ao ano anterior.:42 Dentre as 30 cidades com mais de 65 mil habitantes no estado, Santa Cruz possui o 26.º maior índice geral de criminalidade, ficando atrás apenas de Santa Rosa, Cachoeira do Sul, Uruguaiana, e Bagé.:512 Apesar disso, o número de homicídios por 100 mil habitantes da cidade é considerado "epidêmico", na classificação da Organização Mundial da Saúde.

### Comunicação
O jornal de maior circulação da cidade é a Gazeta do Sul, que começou a circular 1941 sob o nome Kolonie, sendo originalmente escrito em alemão.:17 Destaca-se ainda o Riovale Jornal, que circula desde 1976. Na rádio, operam a Gazeta FM e Gazeta AM, bem como a Atlântida FM, Arauto FM, entre outras. Canais de televisão regionais incluem a Santa Cruz TV (canal comunitário), a Unisc TV (canal universitário), fundada em 1996, e a RBS TV Santa Cruz (do Grupo RBS), fundada em 1988.

### Habitação e projetos sociais
Um dos principais projetos de habitação popular da cidade é o Residencial Viver Bem, um loteamento construído com recursos do Programa de Aceleração do Crescimento, no âmbito do programa Minha Casa, Minha Vida, e que abriga cerca de 5 mil pessoas. Apesar de boas expectativas iniciais, moradores relatam frustrações com demoras na entrega dos imóveis completos, alagamentos frequentes, e ocupação irregular. Outros projetos de habitação popular incluem os loteamentos Mãe de Deus, Santa Maria, e Beckencamp.
Dentre os projetos comunitários com presença relevante na cidade estão a Associação de Pais e Amigos dos Excepcionais (APAE), o Lions Club, e a Liga Feminina de Combate ao Câncer.

## Cultura

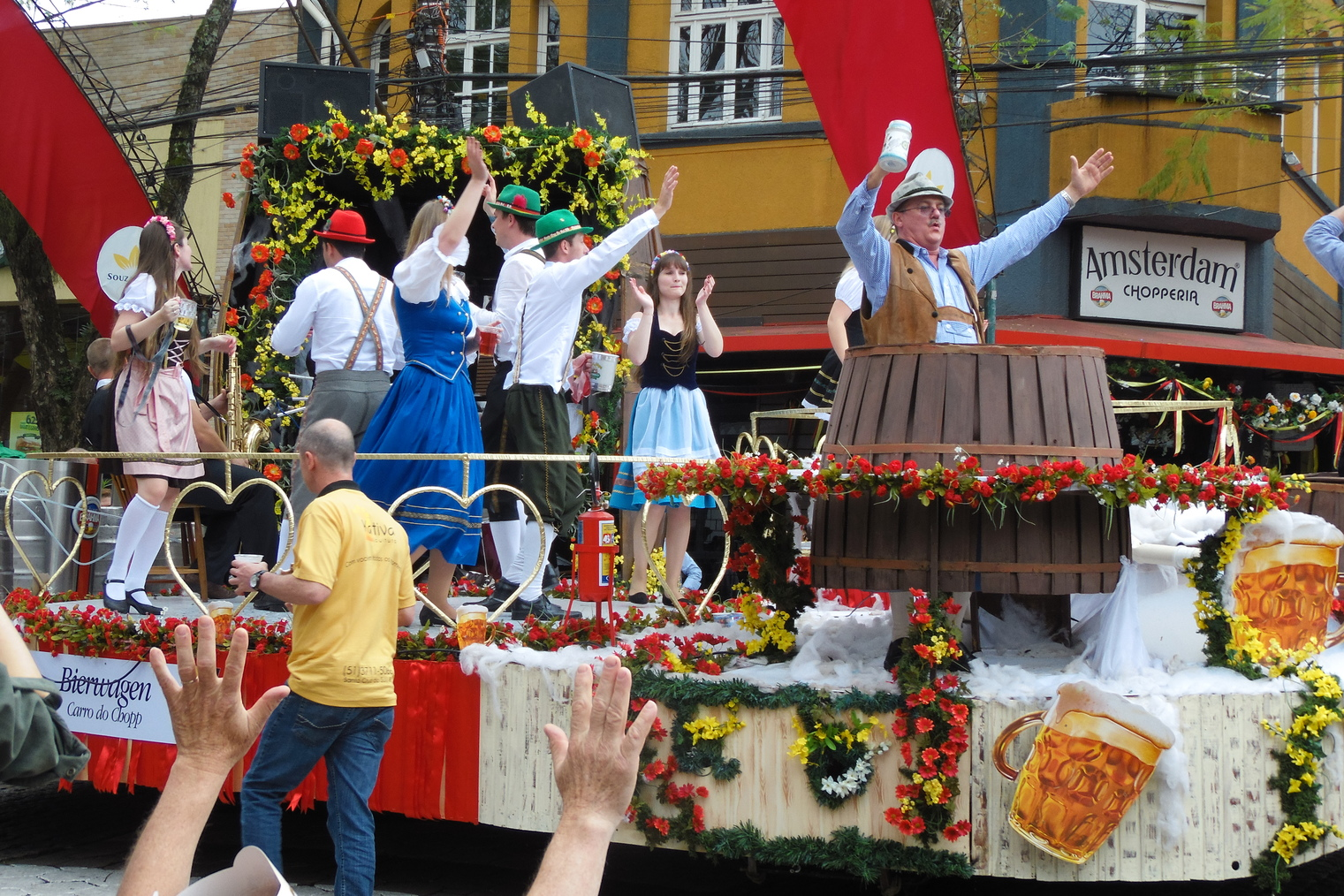
O bierwagen (carro da cerveja) na Oktoberfest, em 2013

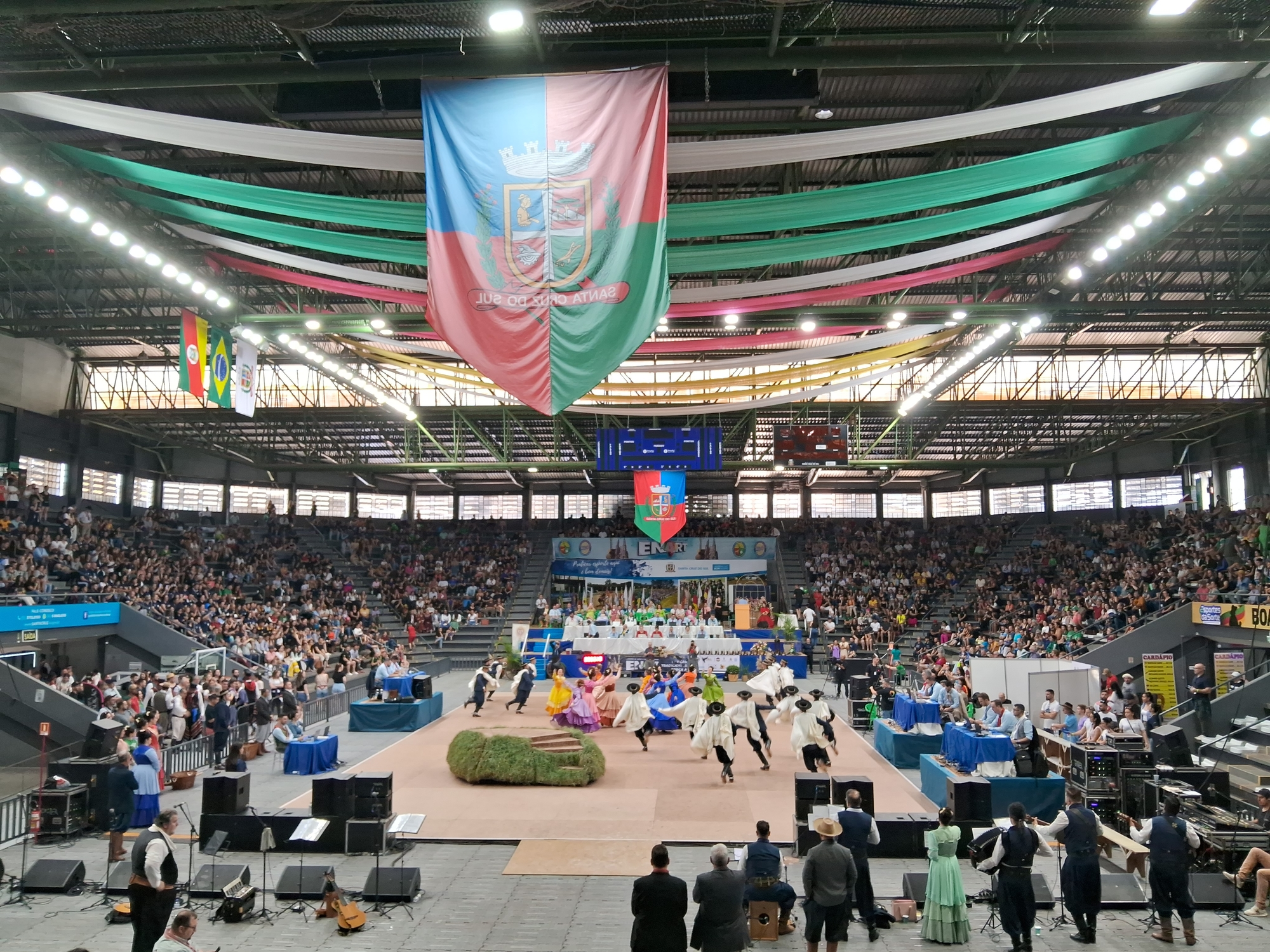
Apresentação de dança tradicional gaúcha na ENART 2023, no Ginásio Poliesportivo "Arnão"

Fala-se o português (idioma falado pela maioria da população e também o oficial do Brasil) e o alemão, incluindo dialetos como o Hunsrückisch, o principal entre os primeiros habitantes da colônia.:125
Dentre os centros culturais da cidade está o Centro de Cultura Francisco José Frantz, localizado na antiga estação ferroviária do município, onde são hospedadas exposições diversas. No centro da cidade está a Casa de Artes Regina Simonis, onde ocorrem exposições de arte pela Associação Pró-Cultura de Santa Cruz do Sul, fundada em 1988 por voluntários e que ocupa o prédio atual desde 1994, em comodato pelo governo do Estado, proprietário do imóvel. O prédio em questão foi construído em 1922 para abrigar o Banco Pelotense, em estilo eclético, ostentando uma área de 823 metros quadrados no centro da cidade, e já hospedou também o Banco do Estado do Rio Grande do Sul (de 32 a 82) e a Exatoria Estadual (de 83 a 94), sendo patrimônio tombado. Seu projeto arquitetônico é de origem desconhecida, mas comumente atribuído ao engenheiro e arquiteto alemão Theo Wiederspahn. Sua fachada expõe estátuas de personagens da mitologia romana, centradas em Mercúrio. O nome atual do edifício homenageia a artista homônima nascida em 1900, a primeira santa-cruzense a ingressar no Instituto de Belas Artes do Rio Grande do Sul. Há ainda o Auditório da Secretaria Municipal de Educação e Cultura, e o Teatro Espaço Camarin, no auditório do Colégio Mauá. Dentre os estabelecimentos de cultura privados estão o Teatro do Colégio Mauá, com 711 lugares, os auditórios dos colégios Dom Alberto e São Luís, bem como os da UNISC. Os pavilhões do Parque da Oktoberfest abrigam eventos diversos, e o Parque da Santa Cruz possui um anfiteatro com oitocentos lugares.:22,23
A cidade conta ainda com uma biblioteca pública e outras privadas de acesso aberto ao público, e um museu privado de acesso aberto ao público. Dentre as bibliotecas estão a biblioteca pública municipal, com acervo de 21 mil obras em 2012, a biblioteca da UNISC, fundada em 1964 e uma das principais do interior do estado, com acervo de 260 mil livros em 2017, além de periódicos, arquivos de jornais da região, acervo multimídia e acervo em braile. A Biblioteca Educar-se encontra-se no colégio privado de mesmo nome, mantido pela APESC e conta com acervo de 13 700 volumes. O Museu do Colégio Mauá foi fundado em 1966 e conta acervo de 140 mil unidades, dentre elas artefatos arqueológicos, peças históricas, de ciências naturais, entre outras, contando ainda com uma modesta pinacoteca e uma coleção de armas.
É sede da Orquestra da Câmara da UNISC, fundada em 2005 inicialmente com o caráter de orquestra-escola. Desde então o grupo vem realizando apresentações na cidade, e no estado.
Desde 2018, a cidade sedia anualmente o Festival Santa Cruz de Cinema, evento que destaca e premia a produção regional e nacional de cinema contemporâneo. A realização do evento é do Sesc/RS – Unidade Santa Cruz do Sul, UNISC – Cursos de Comunicação Social e da Pé de Coelho Filmes. Com o objetivo de fomentar a produção e a exibição de filmes na cidade, o Festival traz para Santa Cruz do Sul filmes de curta-metragem brasileiros, buscando se tornar um espaço de difusão, lançamento e promoção de trabalhos desenvolvidos em todo o país. Além das exibições, o festival conta com oficinas sobre produção audiovisual, debates e homenagens.

### Esporte

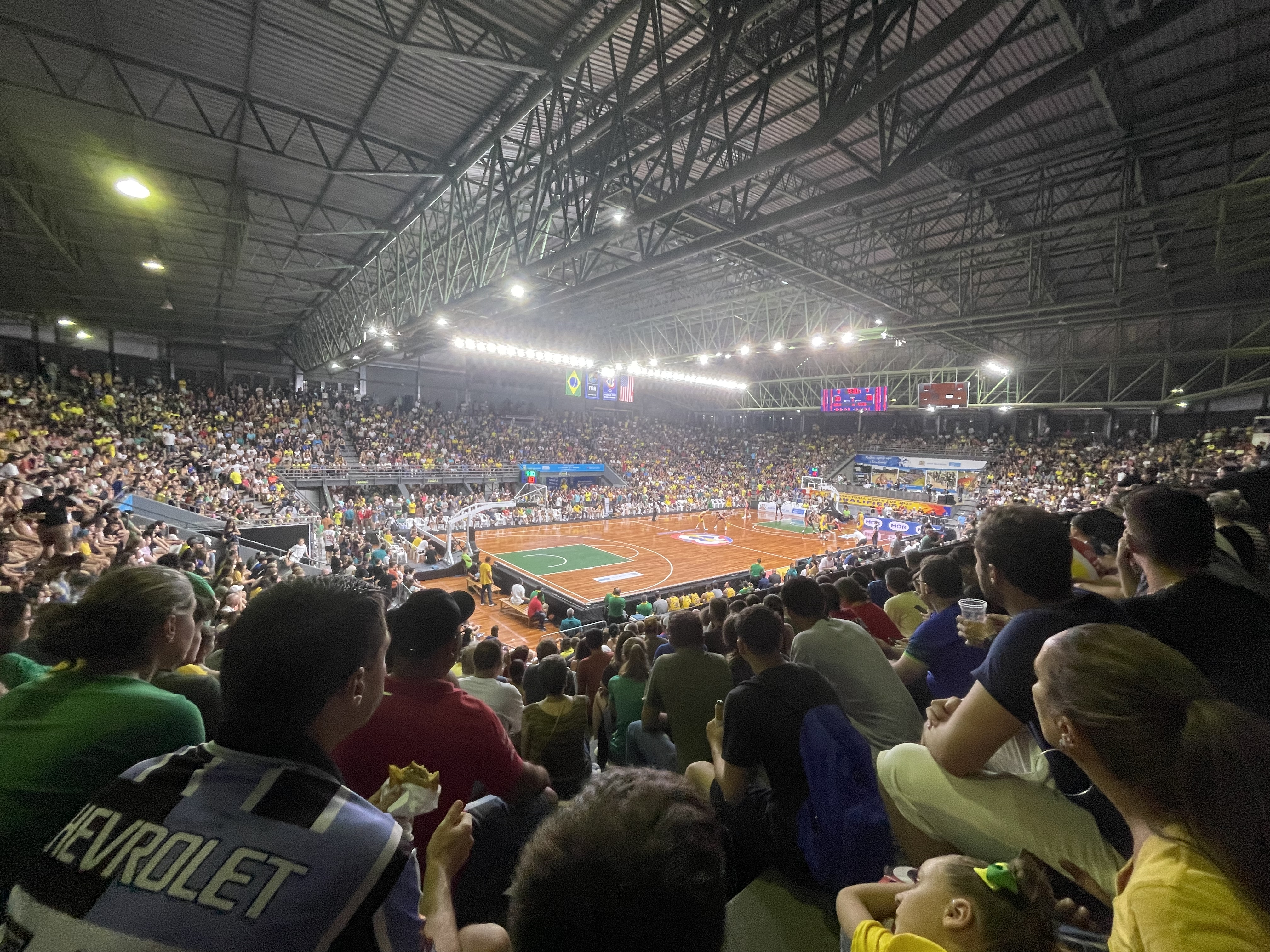
Ginásio Poliesportivo "Arnão", hospedando jogo das seleções brasileira e norte-americana pelas eliminatórias da Copa do Mundo de Basquetebol Masculino, em 2023

O Ginásio Poliesportivo Prefeito Arno João Frantz, apelidado oficialmente de Arnão em 2021, nome pelo qual já era informalmente conhecido, é um dos principais complexos poliesportivos da cidade. Localizado no Parque da Oktoberfest, foi inaugurado em 1992 pelo então prefeito Arno Frantz, que dá nome ao local. Outro complexo poliesportivo localiza-se na UNISC. A cidade sedia ainda um clube de tênis e um campo de golfe.
Dois clubes profissionais de futebol estão estabelecidos na cidade, o Esporte Clube Avenida e o Futebol Clube Santa Cruz. Ambos possuem estádios na cidade, respectivamente o Estádio dos Eucaliptos, construído em 1950 e com capacidade para 3 000 pessoas, e o Estádio dos Plátanos. O primeiro clube profissional de basquetebol a se estabelecer em Santa Cruz foi a Sociedade Ginástica, fundada em 1931. Contemporaneamente, o Basquetebol do Esporte Clube União Corinthians, fundado em 1939, é o principal clube profissional de basquete da cidade, contando com equipes masculina e feminina.
Dentre os atletas da cidade destacam-se a ginasta Natália Scherer, que representou o Brasil nas finais de ginástica rítmica das Olimpíadas de Sydney de 2000, o golfista Adilson da Silva, que representou o Brasil nos Jogos Pan-Americanos de Toronto de 2015, entre outros residentes e naturais da cidade, como Fabiano Peçanha.

### Lazer
Tradicionalmente são promovidos eventos comemorando tanto a cultura germânica quanto a gaúcha, sendo os mais famosos a Oktoberfest de Santa Cruz do Sul e o Encontro de Arte e Tradição, respectivamente, bem como seu eventos associados. Outros eventos incluem a Festa das Cucas, evento sobre o prato da culinária alemã, que em sua 23a edição, em 2023, reuniu oitenta mil pessoas, bem como eventos de produtores de cerveja gaúchos. Além disso, o carnaval é celebrado na cidade desde 1896, com bailes, festas de rua, e desfiles de escolas de samba. Contemporaneamente, as principais escolas incluem a Acadêmicos do União, fundada em 1973 por membros do clube Sociedade Cultural e Beneficente (SCB) União, conhecido como Uniãozinho e fundado em 1923 como um espaço para a comunidade negra da cidade, além da Imperadores do Ritmo, Imperatriz do Sol, Império da Zona Norte, e Unidos de Santa Cruz. Outros blocos relevantes que participavam do carnaval de rua no início do século XX incluem o Bam-Bam-Bam, Filhos do Inferno, e Turunas.
A cidade conta com algumas praças, dentre elas a Praça Getúlio Vargas, fundada em 1855 e principal ponto de encontro da população, sendo local de eventos diversos. Além de boa infraestrutura para o turismo, a cidade é bem servida de opções gastronômicas e boêmias. Dentre as opções encontra-se a matriz da cervejaria Heilige, cuja marca foi premiada.